# Як дві краплі води
«Як дві краплі води» — це болгарська версія іспанського шоу «Tu cara me suena».
Шоу розпочалася навесні 2013 року і транслюється на телеканалі Нова ТВ. Продюсером шоу є компанія Global Vison. Спочатку шоу повинно було стартувати 6 березня, але прем'єру скасували через день національної жалоби в пам'ять померлого через самоспалення Пламена Горанова перед мерією у Варні.
Ведучі шоу — Димитр Рачков та Васил Василев-Зуека. До складу журі входять Любен Дилов (син), Хільда Казасян та Магардич Халваджиян, які також були в журі перших двох сезонів Болгарія має талант. Шоу виходить в ефір щосереди о 20:00. Приз для переможця - новий легковий автомобіль. Переможцем в першому сезоні став Рафі Бохосян.
Другий сезон почався з 10 березня знову о 20 годині вечора з незмінними ведучими — Димитр Рачков і Васил Василев-Зуека. До складу журі увійшли Хільда Казасян, Магардич Халваджиян, Міліца Гладнишка та Юліян Константинов. Нагорода для переможця - знову новий легковий автомобіль. Переможцем у другому сезоні шоу стала акторка Неве.
Третій сезон шоу стартував 3 березня о 20 годині. Склад ведучих не змінився. До складу журі увійшли Хільда Казасян, Магардич Халваджиян та Димитр Ковачев–Фанкі. Перший епізод третього сезону представляв кращі моменти минулих сезонів, а офіційний старт було заплановано на 9 березня о 20 годині. Переможцем у третьому сезоні став Ненчо Балабанов. Через місяць після закінчення третього сезону в залі 1 Національного Палацу Культури протягом двох послідовних вечорів 23 і 24 червня відбулися концерти з виступами найулюбленіших учасників усіх трьох сезонів шоу. Концерт був показаний 14 вересня о 21:30 на телеканалі Нова.
Четвертий сезон шоу стартував 3 березня в 21 годині. Ведучі залишилися незмінними, а до журі увійшли Хільда Казасян, Димитр Ковачев–Фанкі та Добрин Векілов-Доні. У цьому сезоні вперше бере участь дует. Офіційний старт було заплановано на 7 березня о 20 годині. Переможцем у четвертому сезоні став Калін Врачанскі.
П'ятий сезон шоу стартував 27 лютого транслювався щопонеділка о 20 годині. Ведучі залишаються незмінними, а до складу журі входять Йорданка Христова, Віктор Калев та Димитр Ковачев–Фанкі. Переможцем п'ятого сезону стала Міхаела Маринова.
Шостий сезон шоу почався 26 лютого 2018 року і транслюється щопонеділка о 20 годині. Ведучі незмінні, до складу журі входять Хільда Казасян, Димитр Ковачев–Фанкі і Магардич Халваджиян.

## Сезони
| Сезон | ТВ канал | Рік  | Епізоди | Старт           | Фінал          | Переможець       | Приз       |
| ----- | -------- | ---- | ------- | --------------- | -------------- | ---------------- | ---------- |
| 1     | Нова ТВ  | 2013 | 12      | 13 березня 2013 | 5 червня 2013  | Рафі Бохосян     | автомобіль |
| 2     | Нова ТВ  | 2014 | 13      | 10 березня 2014 | 9 червня 2014  | Невена Бозукова  | автомобіль |
| 3     | Нова ТВ  | 2015 | 13      | 3 березня 2015  | 25 травня 2015 | Ненчо Балабанов  | автомобіль |
| 4     | Нова ТВ  | 2016 | 13      | 3 березня 2016  | 30 травня 2016 | Калін Врачанскі  | автомобіль |
| 5     | Нова ТВ  | 2017 | 13      | 27 лютого 2017  | 29 травня 2017 | Міхаела Марінова | автомобіль |
| 6     | Нова ТВ  | 2018 | 13      | 26 лютого 2018  | травень 2018   |                  | автомобіль |

## Формат
У шоу беруть участь 8 відомих особистостей (актори, співаки, телеведучі), які протягом 3 місяців імітують всесвітньо відомих і національних виконавців музичної сцени. Для імітації вони повинні виглядати точно як їх герої (з відео або концертного виконання), повторювати поведінку, голос і створити схожість „як дві краплі води“. Для перетворення в виконавця учасники повинні притерпіти будь-які зміни.

## Перший сезон

### Учасники
- Албена Міхова (акторка)
- Олексій Кожухаров (актор)
- Діана Любенова (акторка, ТВ ведуча)
- Марія Ігнатова (акторка, ТВ ведуча)
- Міліца Гладнишка (акторка)
- Рафі Бохосян (поп-співак, переможець X-Factor в першому сезоні) (переможець)
- Станимир Гимов (актор)
- Стефан Рядков (актор)

### Тижні

#### Тиждень 1 (13 березня)
| # | Учасник | Пісня                                     | Бали |
| - | ------- | ----------------------------------------- | ---- |
| 1 | Алекс   | „Gangnam style“ (Сі)                      | 4    |
| 2 | Марія   | „Don't speak“ (Гвен Стефані з Ноу Даут)   | 7    |
| 3 | Гимов   | „You can leave your hat on“ (Джо Кокер)   | 9    |
| 4 | Міліца  | „The best“ (Тіна Тернер)                  | 10   |
| 5 | Стефан  | „Con te partiro“ (Андреа Бочеллі)         | 6    |
| 6 | Рафі    | „Pretty fly (For a white guy)“ (Офспринг) | 5    |
| 7 | Діана   | „Сповідь“ (Йорданка Христова)             | 3    |
| 8 | Албена  | „Bad romance“ (Lady Gaga)                 | 8    |

#### Тиждень 2 (20 березня)
| # | Учасник | Пісня                                              | Бали |
| - | ------- | -------------------------------------------------- | ---- |
| 1 | Гимов   | „Baila (Sexy thing)“ (Zucchero)                    | 9    |
| 2 | Діана   | „Someone like you“ (Адель)                         | 7    |
| 3 | Марія   | „Босими ногами по асфальту“ (Росиця Кирилова)      | 4    |
| 4 | Алекс   | „Hit the road Jack (Рей Чарльз)                    | 5    |
| 5 | Стефан  | „You make me feel (Mighty real)“ (Джиммі Самервіл) | 3    |
| 6 | Міліца  | „Упертий“ (Полі Генова)                            | 6    |
| 7 | Албена  | „Moving on up“ (Ем Піпл)                           | 10   |
| 8 | Рафі    | „Fly away“ (Lenny Kravitz)                         | 8    |

#### Тиждень 3 (27 березня)
| # | Учасник | Пісня                                             | Бали |
| - | ------- | ------------------------------------------------- | ---- |
| 1 | Рафі    | „Moves like jagger“ (Маруун 5)                    | 5    |
| 2 | Міліца  | „Ain't it funny“ (Дженніфер Лопес)                | 8    |
| 3 | Албена  | „(Everything I do) I do it for you“ (Браян Адамс) | 10   |
| 4 | Гимов   | „Simarik/Kiss kiss“ (Таркан)                      | 9    |
| 5 | Діана   | „Двоє“ (Марія Нейкова)                            | 3    |
| 6 | Стефан  | „Show must go on“ (Фредді Мерк'юрі з Queen)       | 4    |
| 7 | Алекс   | „Прощай моя любов“ (Васил Найденов)               | 7    |
| 8 | Марія   | „Barbie girl“ (Aqua)                              | 6    |

#### Тиждень 4 (3 квітня)
| # | Учасник | Пісня                                             | Бали |
| - | ------- | ------------------------------------------------- | ---- |
| 1 | Гимов   | „Mambo № 5“ (Лу Бега)                             | 7    |
| 2 | Стефан  | „Lasciate mi cantare“ (Тото Кутуньо)              | 3    |
| 3 | Міліца  | „Rolling in the deep“ (Адель)                     | 10   |
| 4 | Рафі    | „Всю ніч безперервно“ (100 кила і Лора Караджова) | 9    |
| 5 | Марія   | „Nothing compares 2 U“ (Шинейд О'Коннор)          | 5    |
| 6 | Албена  | „Ах, море“ (Тоні Димитрова)                       | 8    |
| 7 | Діана   | „Dov'e L'amore“ (Шер)                             | 4    |
| 8 | Алекс   | „Believe“ (Шер)                                   | 6    |

#### Тиждень 5 (10 квітня)
| # | Учасник | Пісня                                                     | Бали |
| - | ------- | --------------------------------------------------------- | ---- |
| 1 | Алекс   | „Livin' la vida loca“ (Рікі Мартін)                       | 3    |
| 2 | Албена  | „Proud Mary“ (Тіна Тернер)                                | 9    |
| 3 | Стефан  | „Pretty woman“ (Рой Орбісон)                              | 6    |
| 4 | Гъмов   | „Дим да ме няма“ (Графа, Бобо та Печенката)               | 4    |
| 5 | Діана   | „Price tag“ (Джессі Джей)                                 | 5    |
| 6 | Рафі    | „U can't touch this“ (MC Hammer)                          | 10   |
| 7 | Марія   | „Една българска роза“ (Паша Христова)                     | 7    |
| 8 | Міліца  | „I don't want to miss a thing“ (Стівен Тайлер з Аеросмит) | 8    |

#### Тиждень 6 (17 квітня)
| #  | Учасник | Пісня                                        | Бали |
| -- | ------- | -------------------------------------------- | ---- |
| 1  | Марія   | „Waka Waka (This time for Africa)“ (Shakira) | 4    |
| 2  | Міліца  | „Излел е Дельо хайдутин“ (Валя Балканська)   | 9    |
| 3  | Стефан  | „Дано“ (Богдана Карадочева)                  | 7    |
| 4  | Алекс   | „The lazy song“ (Бруно Марс)                 | 3    |
| 5  | Гимов   | „Ха-ха“ (Мілена Славова)                     | 6    |
| 6* | Албена  | „Unfaithful“ (Ріанна)                        | 5    |
| 7* | Діана   | „Ти ри ри рам“ (Маріус Куркинскі)            | 8    |
| 8  | Рафі    | „Horchat hai caliptus“ (Іштар)               | 10   |

#### Тиждень 7 (24 квітня)
| # | Учасник | Пісня                                         | Бали |
| - | ------- | --------------------------------------------- | ---- |
| 1 | Рафі    | „Bad“ (Майкл Джексон)                         | 8    |
| 2 | Діана   | „Don't cha“ (Пусикет Долс)                    | 3    |
| 3 | Албена  | „Не ме гледай така момче“ (Камелія Тодорова)  | 7    |
| 4 | Міліца  | „Man! I feel like a woman“ (Shania Twain)     | 6    |
| 5 | Алекс   | „Невидим“ (Графа)                             | 4    |
| 6 | Марія   | „Can't get you out of my head“ (Кайлі Міноуг) | 5    |
| 7 | Стефан  | „What a wonderful world“ (Луї Армстронг)      | 10   |
| 8 | Гимов   | „Sex bomb“ (Том Джонс)                        | 9    |

#### Тиждень 8 (8 травня)
| # | Учасник | Пісня                                  | Бали |
| - | ------- | -------------------------------------- | ---- |
| 1 | Рафі    | „Stayin' alive“ (Бі Джийс)             | 7    |
| 2 | Стефан  | „Блажени години“ (Георгі Мінчев)       | 6    |
| 3 | Албена  | „Black velvet“ (Алана Майлз)           | 3    |
| 4 | Алекс   | „Baila me“ (Gypsy Kings)               | 4    |
| 5 | Міліца  | „Камино“ (Лілі Іванова)                | 10   |
| 6 | Гимов   | „Give it away“ (Red Hot Chili Peppers) | 5    |
| 7 | Діана   | „Миллион алых роз“ (Алла Пугачова)     | 8    |
| 8 | Марія   | „Heal the world“ (Майкл Джексон)       | 9    |

#### Тиждень 9 (15 травня)
| # | Учасник | Пісня                                     | Очки |
| - | ------- | ----------------------------------------- | ---- |
| 1 | Стефан  | „Мне мама тихо говорила“ (Філіп Кіркоров) | 5    |
| 2 | Гимов   | „Desperado“ (Антоніо Бандерас)            | 4    |
| 3 | Марія   | „Детелини“ (Лілі Іванова)                 | 7    |
| 4 | Міліца  | „Paid my dues“ (Анастейша)                | 9    |
| 5 | Албена  | „I'm outta love“ (Анастейша)              | 6    |
| 6 | Алекс   | „Светът е за двама“ (Орлін Горанов)       | 8    |
| 7 | Рафі    | „Let me entertain you“ (Роббі Вільямс)    | 10   |
| 8 | Діана   | „Чекай малко“ (Іцо Аазарт та Абсурд)      | 3    |

#### Тиждень 10 (22 травня)
| # | Учасник | Пісня                                                                             | Бали |
| - | ------- | --------------------------------------------------------------------------------- | ---- |
| 1 | Алекс   | „My way“ (Елвіс Преслі)                                                           | 7    |
| 2 | Діана   | „Hung up“ (Madonna)                                                               | 4    |
| 3 | Міліца  | „Топъл дъжд“ (Сільвія Кацарова)                                                   | 8    |
| 4 | Марія   | „Mercy“ (Даффі)                                                                   | 3    |
| 5 | Стефан  | „Горчиво вино“/„За теб Българийо“ (Веселін Маринов)                               | 9    |
| 6 | Рафі    | „Bohemian Rhapsody“, „Radio Ga Ga“ і „We will rock you“ (Фредді Мерк'юрі з Queen) | 10   |
| 7 | Албена  | „Is this love“ (Уайтснейк)                                                        | 5    |
| 8 | Гимов   | „Губя контрол“ (Міро)                                                             | 6    |

#### Тиждень 11 (29 травня)
| # | Учасник | Пісня                                             | Бали |
| - | ------- | ------------------------------------------------- | ---- |
| 1 | Діана   | „Rehab“ (Емі Вайнгауз)                            | 3    |
| 2 | Алекс   | „It's my life“ (Bon Jovi)                         | 4    |
| 3 | Албена  | „Vogue“ (Мадонна)                                 | 5    |
| 4 | Рафі    | „Cose della vita“ (Ерос Рамаццотті і Тіна Тернер) | 9    |
| 5 | Міліца  | „Fuck you“ (Сі Ло Грін)                           | 8    |
| 6 | Марія   | "...Baby one more time" (Брітні Спірс)            | 7    |
| 7 | Гимов   | „Шесто чувство“ (Етьєн Леві з Трик)               | 6    |
| 8 | Стефан  | „Моя страна, моя България“ (Еміл Димитров)        | 10   |

#### Тиждень 12 (5 червня)
| #   | Учасник      | Пісні                                                              |
| --- | ------------ | ------------------------------------------------------------------ |
| 1   | Албена       | Pink („So what“)                                                   |
| 2   | Рафі         | Лучано Паваротті („Nessun dorma“)                                  |
| 3/4 | Марія-Алекс  | Олівія Ньютон-Джон і Джон Траволта („You are the one that I want“) |
| 5   | Міліца       | Beyonce („Listen“/„Single ladies (Put a ring on it)“)              |
| 6/7 | Діана-Стефан | Дует Ритон („Джалма“)                                              |
| 8   | Гимов        | Френк Сінатра („New York, New York“)                               |

### Бали
| Учасник | Максимальна кількість балів |
| ------- | --------------------------- |
| Албена  | 76                          |
| Алекс   | 55                          |
| Гимов   | 74                          |
| Діана   | 51                          |
| Марія   | 67                          |
| Міліца  | 89                          |
| Рафі    | 91                          |
| Стефан  | 69                          |

- На концерті 17.04.13 р. під час живої трансляції репетиції Албени Михової та Діани Любенової не були показані через технічні проблеми, але їх можна переглянути на Nova play і відео порталі Vbox7.com.

## Другий сезон
- Антоанета Добрева-Неті (поп-співачка, акторка)
- Деян Донков (актор)
- Іво Танев (телеведучий, оперний і поп-фолк співак)
- Каці Вапцаров (телеведучий)
- Мая Бежанска (акторка)
- Невена Бозукова-Неве (акторка) (переможець)
- Павел Владимиров (телеведучий)
- Стефанія Колева (акторка)

#### Тиждень 1 (10 березня)
| # | Учасник  | Пісня                                     | Бали |
| - | -------- | ----------------------------------------- | ---- |
| 1 | Каці     | „Сбогом моя любов“ (Васил Найдьонов)      | 8    |
| 2 | Невена   | „Nobody's perfect“ (Джессі Джей)          | 3    |
| 3 | Іво      | „Delilah“ (Том Джонс)                     | 6    |
| 4 | Павел    | „Аз и ти“ (Дичо з D2)                     | 9    |
| 5 | Неті     | „Cabaret“ (Лайза Міннеллі)                | 10   |
| 6 | Мая      | „За тебе хората говорят“ (Тоні Димитрова) | 4    |
| 7 | Деян     | „Love me tender“ (Елвіс Преслі)           | 7    |
| 8 | Стефанія | „Hips don't lie“ (Шакіра і Уайклеф Жан)   | 5    |

#### Тиждень 2 (17 березня)
| # | Учасник  | Пісня                                      | Бали |
| - | -------- | ------------------------------------------ | ---- |
| 1 | Іво      | „Черната овца“ (Зірки з Ахат)              | 4    |
| 2 | Деян     | „Firestarter“ (Prodigy)                    | 5    |
| 3 | Стефанія | „За старата любов“ (Ваня Костова)          | 7    |
| 4 | Павел    | „Mercy“ (Даффі)                            | 6    |
| 5 | Неті     | „They don't care about us“ (Майкл Джексон) | 8    |
| 6 | Невена   | „Listen to your heart“ (Роксет)            | 3    |
| 7 | Мая      | „Ideal Petroff“ (Криско)                   | 9    |
| 8 | Каці     | „Стари мой приятелю“ (Лілі Іванова)        | 10   |

#### Тиждень 3 (24 березня)
| # | Учасник  | Пісня                                             | Бали |
| - | -------- | ------------------------------------------------- | ---- |
| 1 | Невена   | „Nutbush city limits“ (Тіна Тернер)               | 7    |
| 2 | Мая      | „Стига бе“ (Маріус Куркински)                     | 4    |
| 3 | Каці     | „Dirty Talk“ (Джейсон Деруло)                     | 5    |
| 4 | Деян     | „Speed“ (Були Айдъл)                              | 3    |
| 5 | Стефанія | „I wanna be loved by you“ (Мерилін Монро)         | 8    |
| 6 | Іво      | „I want to break free“ (Фредді Мерк'юрі з Queen)  | 9    |
| 7 | Неті     | „I dreamed a dream“ (Сьюзан Бойл)                 | 10   |
| 8 | Павел    | „Най-добрата дума“/"Міккі Маус" (Росиця Кирилова) | 6    |

#### Тиждень 4 (31 березня)
| #  | Учасник  | Пісня                                                          | Бали |
| -- | -------- | -------------------------------------------------------------- | ---- |
| 1  | Павел    | „(I can't get no) Satisfaction“ (Мік Джаггер з Rolling Stones) | 3    |
| 2  | Неті     | „Една българска роза“ (Паша Христова)                          | 7    |
| 3* | Деян     | „P. I. M. P.“ (Фіфті Сент)                                     | 6    |
| 4  | Стефанія | „Poison“ (Еліс Купер)                                          | 9    |
| 5  | Каці     | „Нека ме боли“ (Славі Трифонов та Ку-Ку бенд)                  | 10   |
| 6  | Невена   | „Love me again“ (John Newman)                                  | 8    |
| 7  | Мая      | „Poker face“ (Lady Gaga)                                       | 5    |
| 8  | Іво      | „All I want for Christmas is you (Мерайя Кері)                 | 4    |

#### Тиждень 5 (7 квітня)
| # | Учасник  | Пісня                                                 | Бали |
| - | -------- | ----------------------------------------------------- | ---- |
| 1 | Іво      | „Щоб ви прокидаєтеся поруч зі мною“ (Веселін Маринов) | 8    |
| 2 | Стефанія | „Hot n cold“ (Кеті Перрі)                             | 3    |
| 3 | Каці     | „Faith“ (Джордж Майкл)                                | 5    |
| 4 | Невена   | „Frozen“ (Мадонна)                                    | 6    |
| 5 | Павел    | „It's my life“ (Доктор Албан)                         | 7    |
| 6 | Неті     | „Like a prayer“ (Мадонна)                             | 9    |
| 7 | Деян     | „What a wonderful world“ (Луї Армстронг)              | 10   |
| 8 | Мая      | „Give it 2 me“ (Мадонна)                              | 4    |

#### Тиждень 6 (14 квітня)
| # | Гонщик   | Пісні                                               | Очки |
| - | -------- | --------------------------------------------------- | ---- |
| 1 | Деян     | „Бате Гойко“/„Скакауец“ (Светльо Вітков та Хиподіл) | 4    |
| 2 | Стефанія | „Karma Chameleon“ (Бой Джордж та Culture Club)      | 3    |
| 3 | Неті     | „Respect“/„Thing“ (Арета Франклін)                  | 9    |
| 4 | Павел    | „Има ли цветя“ (Любо Киров та Те)                   | 6    |
| 5 | Іво      | „Set fire to the rain“ (Адель)                      | 5    |
| 6 | Мая      | „Non, je ne regrette rien“ (Едіт Піаф)              | 10   |
| 7 | Каці     | „Diamonds“ (Ріанна)                                 | 7    |
| 8 | Невена   | „Сигурно“ (Васил Найдьонов)                         | 8    |

#### Тиждень 7 (21 квітня)
| # | Учасник  | Пісня                                             | Бали |
| - | -------- | ------------------------------------------------- | ---- |
| 1 | Мая      | „One way ticket“ (Eruption)                       | 4    |
| 2 | Павел    | „Feel“/„Supreme“ (Роббі Вільямс)                  | 5    |
| 3 | Стефанія | „I wanna dance with somebody“ (Уїтні Х'юстон)     | 3    |
| 4 | Іво      | „Caruso“ (Лучано Паваротті)                       | 10   |
| 5 | Неті     | „Let me talk to you/My love“ (Джастін Тімберлейк) | 6    |
| 6 | Каці     | „Ако си дал“ (Еміл Димитров)                      | 7    |
| 7 | Невена   | „Skyfall“ (Адель)                                 | 8    |
| 8 | Деян     | „Ветрове“ (Лілі Іванова)                          | 9    |

#### Тиждень 8 (з 28 квітня)
| # | Учасник  | Пісня                                            | Бали |
| - | -------- | ------------------------------------------------ | ---- |
| 1 | Каці     | „We are the champions“ (Фредді Мерк'юрі з Queen) | 6    |
| 2 | Неті     | „Woman in love“ (Барбра Стрейзанд)               | 10   |
| 3 | Іво      | „Жена на всички времена“ (Петя Буюклиєва)        | 4    |
| 4 | Мая      | „Toxic“ (Брітні Спірс)                           | 5    |
| 5 | Деян     | „I feel you“ (Депеш Мод)                         | 3    |
| 6 | Стефанія | „Обсебен“ (Стенлі)                               | 8    |
| 7 | Невена   | „Аз съм 6“ (100 кила)                            | 9    |
| 8 | Павел    | „Ai se eu te пего“ (Мішель Тело)                 | 7    |

#### Тиждень 9 (12 травня)
| # | Гонщик   | Пісні                                             | Очки |
| - | -------- | ------------------------------------------------- | ---- |
| 1 | Іво      | „Treasure“ (Бруно Марс)                           | 4    |
| 2 | Неті     | „Barcelona“ (Монсеррат Кабальє і Фредді Меркьюрі) | 10   |
| 3 | Павел    | „Sex bomb“ (Tom Jones)                            | 6    |
| 4 | Мая      | „All around the world“ (Ліза Стейнсфилд)          | 3    |
| 5 | Невена   | „If I could turn back time“ (Шер)                 | 9    |
| 6 | Деян     | „Rehab“ (Емі Вайнгаус)                            | 5    |
| 7 | Каці     | „Zombie“ (Cranberries)                            | 8    |
| 8 | Стефанія | „I was made for loving you“ (KISS)                | 7    |

#### Тиждень 10 (19 травня)
| # | Гонщик   | Пісні                                               | Очки |
| - | -------- | --------------------------------------------------- | ---- |
| 1 | Деян     | „Ближи си сладоледа“ (Доні і Момчил)                | 4    |
| 2 | Мая      | „Get lucky“ (Фаррелл Вільямс і Дафт Панк)           | 5    |
| 3 | Невена   | „Обещай ми любов“ (Сільвія Кацарова)                | 10   |
| 4 | Каці     | „Ain't it funny“ (Дженніфер Лопес)                  | 6    |
| 5 | Іво      | „Арлекино“ (Алла Пугачова)                          | 8    |
| 6 | Нетти    | „Welcome to the jungle“ (Ексл Роуз з Guns N' Roses) | 9    |
| 7 | Стефанія | „Somewhere over the rainbow“ (Ізраель Айзи)         | 7    |
| 8 | Павло    | „Дано“ (Богдана Карадочева)                         | 3    |

#### Тиждень 11 (26 травня)
| # | Учасник  | Пісня                                                       | Бали |
| - | -------- | ----------------------------------------------------------- | ---- |
| 1 | Павел    | „Сбогом“ (Данчо Караджов та гурт Сигнал)                    | 4    |
| 2 | Стефанія | „Sweet dreams (Are made of this)“ (Анні Леннокс з Юритмикс) | 10   |
| 3 | Деян     | „Smells like teen spirit“ (Курт Кобейн, Нірвана)            | 3    |
| 4 | Неті     | „Wrecking ball“ (Майлі Сайрус)                              | 9    |
| 5 | Іво      | „Jailhouse rock“ (Елвіс Преслі)                             | 6    |
| 6 | Мая      | „Rise like a phoenix“ (Кончіта Вурст)                       | 5    |
| 7 | Каці     | „Детски спомен“ (Кристина Димитрова та Орлин Горанов)       | 8    |
| 8 | Невена   | „Let's get loud“ (Дженніфер Лопес)                          | 7    |

#### Тиждень 12 (2 червня)
| # | Учасник  | Пісня                                      | Бали |
| - | -------- | ------------------------------------------ | ---- |
| 1 | Неті     | „Моя страна, моя България“ (Еміл Димитров) | 4    |
| 2 | Каці     | „Whole lotta rosie“ (AC/DC)                | 7    |
| 3 | Іво      | „Връх в океана“ (Коцето Калкі)             | 8    |
| 4 | Невена   | „We're not gonna take it“ (Twisted Sister) | 5    |
| 5 | Деян     | „Summertime“ (Елла Фіцджеральд)            | 3    |
| 6 | Мая      | „Modern times“ (Чарлі Чаплін)              | 10   |
| 7 | Павел    | „Bed of roses“ (Бон Джові)                 | 6    |
| 8 | Стефанія | „Happy“ (Фаррелл Вільямс)                  | 9    |

#### Тиждень 13 (9 червня)
| #   | Учасник   | Пісня                                                         |
| --- | --------- | ------------------------------------------------------------- |
| 1/2 | Мая-Деян  | КариZма („Минаваш през мен“)                                  |
| 3   | Невена    | Олександра Берк („Hallelujah“)                                |
| 4   | Каці      | Тодор Колєв („Черно море“)                                    |
| 5   | Неті      | Сара Брайтман („Time to say goodbye“)                         |
| 6/7 | Іво-Павел | Елтон Джон і Джордж Майкл („Don't let the sun go down on me“) |
| 8   | Стефанія  | Іцо Хазарт („Хіп-хоп“)                                        |

### Бали
| Учасник  | Отримана кількість балів |
| -------- | ------------------------ |
| Деян     | 62                       |
| Іво      | 76                       |
| Каці     | 87                       |
| Мая      | 68                       |
| Невена   | 83                       |
| Неті     | 101                      |
| Павел    | 68                       |
| Стефанія | 79                       |

- На концерті в ефірі 31.03.14 р. Деян Донков не був присутній, тому що був на гастролях в Угорщині з трупою Національного театру, але його виконання номера транслювали у записі під час живої трансляції.

## Третій сезон
- Азіс (поп-фолк співак)
- Деляна Маринова-Джуджи (со-ведуча)
- Жана Бергендорф (поп-співачка, переможиця X-Factor Другий сезон)
- Кріско (реп-співак)
- Мілєна Маркова-Маца (акторка)
- Ненчо Балабанов (актор, поп-співак) (переможець)
- Нона Йотова (акторка, поп-співачка)
- Філіп Аврамов (актор)

#### Тиждень 1 (9 березня)
| # | Учасник | Пісня                                       | Бали |
| - | ------- | ------------------------------------------- | ---- |
| 1 | Ненчо   | „Малките неща“ (Прея та Білі Хлапето)       | 8    |
| 2 | Нона    | „Dernière danse“ (Індила)                   | 4    |
| 3 | Кріско  | „I know you want me“ (Pitbull)              | 5    |
| 4 | Маца    | „Big spender“ (Ширлі Бессі)                 | 7    |
| 5 | Філіп   | „Gentleman“ (Сі)                            | 10   |
| 6 | Джуджи  | „Тежък характер“ (Йорданка Христова)        | 3    |
| 7 | Жана    | „Somebody to love“ (Фредді Мерк'юрі, Queen) | 6    |
| 8 | Азіс    | „Ветре, клех те“ (Лілі Іванова)             | 9    |

#### Тиждень 2 (16 березня)
| # | Учасник | Пісня                                     | Бали |
| - | ------- | ----------------------------------------- | ---- |
| 1 | Нона    | „Шосте почуття“ (Етьєн Леві, гурт Трик)   | 7    |
| 2 | Філіп   | „Proud Mary“ (Тіна Тернер)                | 8    |
| 3 | Джуджи  | „Joe le taxi“ (Ванесса Параді)            | 3    |
| 4 | Ненчо   | „Fuoco nel fuoco“ (Ерос Рамаццотті)       | 9    |
| 5 | Жана    | „Stay“/„Umbrella“ (Ріанна)                | 4    |
| 6 | Азіс    | „Ад и Рай“ (Славі Трифонов та Ку-Ку бенд) | 10   |
| 7 | Маца    | „Sway“ (Nicole Scherzinger, Пусикет Долс) | 5    |
| 8 | Кріско  | „Приливи и отливи“ (Міхаела Філєва)       | 6    |

#### Тиждень 3 (23 березня)
| # | Учасник | Пісня                                         | Бали |
| - | ------- | --------------------------------------------- | ---- |
| 1 | Джуджи  | „Lambada“ (Каома)                             | 6    |
| 2 | Кріско  | „Aisha“ (Чеб Калед)                           | 8    |
| 3 | Маца    | „I kissed a girl“ (Кеті Перрі)                | 4    |
| 4 | Філіп   | „If I only knew“ (Том Джонс)                  | 5    |
| 5 | Нона    | „A little party never killed nobody“ (Fergie) | 3    |
| 6 | Жана    | „Crazy“ (Стівен Тайлер з Aerosmith)           | 7    |
| 7 | Азіс    | „Черно и бяло“ (Георгі Христов)               | 9    |
| 8 | Ненчо   | „В гората“ (Деян Неделчєв)                    | 10   |

#### Тиждень 4 (30 березня)
| # | Учасник | Пісня                                        | Бали |
| - | ------- | -------------------------------------------- | ---- |
| 1 | Маца    | „Песня мушкетёров“ (Михайло Боярський)       | 5    |
| 2 | Ненчо   | „Hero“ (Енріке Іглесіас)                     | 10   |
| 3 | Джуджи  | „The loco-motion“ (Кайлі Міноуг)             | 4    |
| 4 | Нона    | „La isla bonita“ (Мадонна)                   | 3    |
| 5 | Азіс    | „Boys (Summertime love)“ (Сабріна)           | 7    |
| 6 | Жана    | „Осъдени души“ (Лілі Іванова)                | 8    |
| 7 | Кріско  | „Нашият сигнал“ (Еміл Димитров)              | 9    |
| 8 | Філіп   | „Моето радио“ (100 кила та Магі Джанаварова) | 6    |

#### Тиждень 5 (6 квітня)
| # | Учасник | Пісня                              | Бали |
| - | ------- | ---------------------------------- | ---- |
| 1 | Жана    | „Could you be loved“ (Боб Марлі)   | 6    |
| 2 | Філіп   | „Dov'e l'amore“ (Шер)              | 7    |
| 3 | Маца    | „Шапка на цветни петна“ (Донні)    | 4    |
| 4 | Кріско  | „Sexyback“ (Джастін Тімберлейк)    | 8    |
| 5 | Нона    | „Habanera Carmen“ (Марія Каллас)   | 5    |
| 6 | Ненчо   | „Било квот' било“ (Кріско)         | 10   |
| 7 | Джуджи  | „Минаваш през мен“ (Галя, КариZма) | 3    |
| 8 | Азіс    | „Billie Jean“ (Майкл Джексон)      | 9    |

#### Тиждень 6 (13 квітня)
| # | Учасник | Пісня                                       | Бали |
| - | ------- | ------------------------------------------- | ---- |
| 1 | Джуджи  | „You are not alone“ (Майкл Джексон)         | 3    |
| 2 | Філіп   | „You shook me all night long“ (AC/DC)       | 9    |
| 3 | Кріско  | „Rolling in the deep“ (Адель)               | 5    |
| 4 | Нона    | „Can't help falling in love“ (Елвіс Преслі) | 4    |
| 5 | Жана    | „Ха-ха“ (Мілена Славова)                    | 8    |
| 6 | Азіс    | „Naughty girl“ (Бейонсе)                    | 6    |
| 7 | Маца    | „Uptown funk“ (Бруно Марс і Марк Ронсон)    | 7    |
| 8 | Ненчо   | „All about that bass“ (Меган Трейнор)       | 10   |

#### Тиждень 7 (20 квітня)
| # | Учасник | Пісня                                    | Бали |
| - | ------- | ---------------------------------------- | ---- |
| 1 | Ненчо   | „День народження“ (Веселін Маринов)      | 7    |
| 2 | Маца    | „Material girl“ (Мадонна)                | 5    |
| 3 | Азіс    | „Калиманку Денку“ (Янка Рупкіна)         | 6    |
| 4 | Жана    | „Shake it off“ (Тейлор Свіфт)            | 8    |
| 5 | Джуджи  | „I will always love you“ (Доллі Партон)  | 3    |
| 6 | Філіп   | „I got you (I feel good)“ (Джеймс Браун) | 10   |
| 7 | Нона    | „Mamma Mia“ (Меріл Стріп)                | 4    |
| 8 | Кріско  | „Мой свят“ (Дімі та гурт Сленг)          | 9    |

#### Тиждень 8 (27 квітня)
| # | Учасник | Пісня                                       | Бали |
| - | ------- | ------------------------------------------- | ---- |
| 1 | Філіп   | „Try“ (Pink)                                | 8    |
| 2 | Джуджи  | „Il tempo se ne va“ (Адріано Челентано)     | 4    |
| 3 | Нона    | „Smooth operator“ (Шаде)                    | 3    |
| 4 | Ненчо   | „Fireball“ (Пітбуль і Джон Райан)           | 7    |
| 5 | Кріско  | „Anaconda“ (Нікі Мінаж)                     | 10   |
| 6 | Маца    | „Lili Marleen“ (Марлен Дітріх)              | 9    |
| 7 | Жана    | „Paradise city“ (Ексл Роуз з Guns N' Roses) | 6    |
| 8 | Азіс    | „Самурай“ (Жана Бергендорф)                 | 5    |

#### Тиждень 9 (4 травня)
| # | Учасник | Пісня                                            | Бали |
| - | ------- | ------------------------------------------------ | ---- |
| 1 | Азіс    | „I just called to say I love you“ (Стіві Вандер) | 10   |
| 2 | Нона    | „Remember the time“ (Майкл Джексон)              | 3    |
| 3 | Джуджи  | „Честит рожден ден“ (Майя Нешкова)               | 7    |
| 4 | Кріско  | „Цвят лилав“ (Ірина Флорин)                      | 5    |
| 5 | Жана    | „Listen“/„Crazy in love“ (Бейонсе)               | 9    |
| 6 | Ненчо   | „Не ме гледай така момче“ (Камелія Тодорова)     | 8    |
| 7 | Філіп   | „Луната спи“ (Нети)                              | 4    |
| 8 | Маца    | „Strong enough“ (Шер)                            | 6    |

#### Тиждень 10 (11 травня)
| # | Гонщик | Пісні                                          | Очки |
| - | ------ | ---------------------------------------------- | ---- |
| 1 | Жана   | „Мне мама тихо говорила“ (Філіп Кіркоров)      | 4    |
| 2 | Ненчо  | „The most beautiful girl in the world“ (Прінс) | 7    |
| 3 | Маца   | „Je veux“ (Заз)                                | 5    |
| 4 | Кріско | „Hit the road Jack (Рей Чарльз)                | 8    |
| 5 | Нона   | „Шушу-мушу“ (Леа Іванова)                      | 6    |
| 6 | Азіс   | „Черната овца“ (Звезді з Ахат)                 | 10   |
| 7 | Джуджи | „Limbo rock“ (Чебі Чекер)                      | 3    |
| 8 | Філіп  | „Here I go again“ (Whitesnake)                 | 9    |

#### Тиждень 11 (18 травня)
| # | Гонщик | Пісні                                                | Очки |
| - | ------ | ---------------------------------------------------- | ---- |
| 1 | Маца   | „Hello Dolly“ (Луї Армстронг)                        | 4    |
| 2 | Філіп  | „Огън от любов“ (Васил Найдьонов і Сільвія Кацарова) | 8    |
| 3 | Нона   | „Goodbye my love“ (Деміс Русос)                      | 3    |
| 4 | Азіс   | „Душа“ (Георгі Станчев з Діана Експрес)              | 9    |
| 5 | Жана   | „Mama knows best“ (Джессі Джей)                      | 6    |
| 6 | Кріско | „The real Slim Shady“ (Eminem)                       | 7    |
| 7 | Ненчо  | „Simarik/Kiss kiss“ (Таркан)                         | 10   |
| 8 | Джуджи | „Бяла роза“ (Славка Калчева)                         | 5    |

#### Тиждень 12 (25 травня)
| #   | Учасник     | Пісня                                                           |
| --- | ----------- | --------------------------------------------------------------- |
| 1/2 | Жана-Маца   | Елтон Джон і Ру Пол („Don't go breakin' my heart“)              |
| 3   | Філіп       | Тодор Колєв („Как ще ги стигнем американците“)                  |
| 4   | Кріско      | Курт Кобейн, Nirvana („Smells like teen spirit“)                |
| 5/6 | Джуджи-Нона | Ваня Костова та Драгомір Димитров („Здравей, как си, приятелю“) |
| 7   | Азіс        | Цеца Величкович („Kukavica“)                                    |
| 8   | Ненчо       | Коцето Калки („Векът на любовта“)                               |

| Учасник | Отримана кількість балів |
| ------- | ------------------------ |
| Азіс    | 90                       |
| Джуджи  | 44                       |
| Жана    | 72                       |
| Кріско  | 80                       |
| Маца    | 61                       |
| Ненчо   | 96                       |
| Нона    | 45                       |
| Філіп   | 84                       |

## Четвертий сезон
- Георгій Низамов (актор) і Світозар Христов (поп-співак)
- Герасим Георгієв-Геро (телеведучий, актор)
- Джулія Бочева (акторка)
- Калін Врачанскі (актор) (переможець)
- Орлін Павлов (поп-співак, актор)
- Полі Генова (поп-співачка)
- Преслава (поп-фолк співачка)
- Прея (поп-співачка)

#### Тиждень 1 (7 березня)
| # | Учасник        | Пісня                                            | Бали |
| - | -------------- | ------------------------------------------------ | ---- |
| 1 | Жоро і Свєтльо | „Пролетна умора“ (Брати Аргірови)                | 3    |
| 2 | Полі           | „Sorry“ (Джастін Бібер)                          | 8    |
| 3 | Прея           | „Living in America“ (Джеймс Браун)               | 10   |
| 4 | Геро           | „Имам само теб“ (Любо Кіров)                     | 7    |
| 5 | Калін          | „Amerika“ (Rammstein)                            | 9    |
| 6 | Джулія         | „Без радио не мога“ (Лілі Іванова)               | 5    |
| 7 | Орлін          | „Hotline bling“ (Дрейк)                          | 4    |
| 8 | Преслава       | „I want to break free“ (Фредді Мерк'юрі з Queen) | 6    |

#### Тиждень 2 (14 березня)
| # | Учасник        | Пісня                                   | Бали |
| - | -------------- | --------------------------------------- | ---- |
| 1 | Прея           | „Whenever, wherever“ (Шакіра)           | 5    |
| 2 | Геро           | „Bamboléo“/„Baila me“ (Gypsy Kings)     | 6    |
| 3 | Джулія         | „Шоколад“ (Остава)                      | 4    |
| 4 | Преслава       | „Unfaithful“ (Ріанна)                   | 7    |
| 5 | Орлін          | „Vogue“ (Мадонна)                       | 9    |
| 6 | Калін          | „Ако имах чук“ (Еміл Димитров)          | 10   |
| 7 | Жоро і Свєтльо | „Telephone“ (Леді Гага і Бейонсе)       | 3    |
| 8 | Полі           | „Blame it on the boogie“ (Jackson Five) | 8    |

#### Тиждень 3 (21 березня)
| # | Учасник        | Пісня                                         | Бали |
| - | -------------- | --------------------------------------------- | ---- |
| 1 | Калін          | „Bossa nova baby“ (Елвіс Преслі)              | 3    |
| 2 | Полі           | „Песен моя, обич моя“ (Йорданка Христова)     | 9    |
| 3 | Геро           | „Мария“ (Ваня Костова та Тоніка)              | 7    |
| 4 | Прея           | „Yeah“ (Usher, Lil John і Лудекрис)           | 4    |
| 5 | Джулія         | „Locked out of heaven“ (Бруно Марс)           | 5    |
| 6 | Орлін          | „Нашата полиция“ (Веселін Маринов)            | 8    |
| 7 | Преслава       | „The best“ (Тіна Тернер)                      | 10   |
| 8 | Жоро і Свєтльо | „Единствени“ (Славі Трифонов і Софі Марінова) | 6    |

#### Тиждень 4 (28 березня)
| # | Учасник        | Пісня                                                   | Бали |
| - | -------------- | ------------------------------------------------------- | ---- |
| 1 | Джулія         | „Single ladies (Put a ring on it)“ (Бейонсе)            | 4    |
| 2 | Орлін          | „My number one“ (Єлена Папарізу)                        | 5    |
| 3 | Прея           | „Crazy“ (Seal)                                          | 3    |
| 4 | Полі           | „Нов ден“ (Рафі)                                        | 8    |
| 5 | Жоро і Свєтльо | „Too much love will kill you“ (Фредді Мерк'юрі з Queen) | 6    |
| 6 | Калін          | „Unchain my heart“ (Г'ю Лорі)                           | 9    |
| 7 | Преслава       | „Девет кръга“ (Лілі Іванова)                            | 7    |
| 8 | Геро           | „Wannabe“ (Spice Girls)                                 | 10   |

#### Тиждень 5 (4 квітня)
| # | Учасник        | Пісня                                        | Бали |
| - | -------------- | -------------------------------------------- | ---- |
| 1 | Полі           | „Can't feel my face“ (Weekend)               | 7    |
| 2 | Жоро і Свєтльо | „Senza una donna“ (Дзуккеро і Пол Янг)       | 4    |
| 3 | Прея           | „Lean on“ (Major Laser and DJ Snake)         | 3    |
| 4 | Джулія         | „Не инат“ (Полі Генова)                      | 6    |
| 5 | Орлін          | „Candle in the wind“ (Елтон Джон)            | 9    |
| 6 | Преслава       | „Шапка ти свалям“ (Кріско і Ненчо Балабанов) | 5    |
| 7 | Геро           | „Nothing else matter“ (Metallica)            | 8    |
| 8 | Калін          | „I love rock 'n' roll“ (Брітні Спірс)        | 10   |

#### Тиждень 6 (11 квітня)
| # | Гонщик         | Пісні                                       | Очки |
| - | -------------- | ------------------------------------------- | ---- |
| 1 | Жоро і Свєтльо | „Walk this way“ (Ренді МС і Aerosmith)      | 4    |
| 2 | Калін          | „Get ur freak on“ (Міссі Елліот)            | 8    |
| 3 | Джулія         | „Hurt“ (Крістіна Агілера)                   | 9    |
| 4 | Преслава       | „Şıkıdım“ (Таркан)                          | 5    |
| 5 | Полі           | „Лъжа е“ (Преслава)                         | 7    |
| 6 | Прея           | „Македонско девойче“ (Ніколіна Чакардикова) | 6    |
| 7 | Геро           | „Фалшив герой“ (Тодор Колєв)                | 10   |
| 8 | Орлін          | „Thriller“ (Майкл Джексон)                  | 3    |

#### Тиждень 7 (18 квітня)
| # | Гонщик         | Пісні                                       | Очки |
| - | -------------- | ------------------------------------------- | ---- |
| 1 | Преслава       | „Born this way“ (Lady Gaga)                 | 3    |
| 2 | Орлін          | „Големият кораб“ (Сільвія Кацарова)         | 8    |
| 3 | Прея           | „Un-break my heart“ (Тоні Брекстон)         | 5    |
| 4 | Жоро і Свєтльо | „Ха-ха“ (Мілена Славова і Фанкі)            | 10   |
| 5 | Калін          | „Август е Септември“ (Міро)                 | 6    |
| 6 | Геро           | „Se bastasse una canzone“ (Ерос Рамаццотті) | 7    |
| 7 | Спідниці       | „Thinking out loud“ (Ed Sheeran)            | 9    |
| 8 | Джулія         | „Can't let you go“ (Rainbow)                | 4    |

#### Тиждень 8 (25 квітня)
| # | Учасник           | Пісня                                                            | Бали |
| - | ----------------- | ---------------------------------------------------------------- | ---- |
| 1 | Борис і Володимир | „Felicita“ (Аль Бано і Роміна Павер)                             | 7    |
| 2 | Джулія            | „Повей, ветре“ (Паша Христова)                                   | 3    |
| 3 | Геро              | „Утренняя гимнастика“ (Володимир Висоцький)                      | 9    |
| 4 | Прея              | „Пея за всички приятели“ (Кічка Бодурова)                        | 6    |
| 5 | Калін             | „Boom! Shake the room“ (Вілл Сміт з DJ Джейзі Джеф і Фреш Принц) | 10   |
| 6 | Преслава          | „Телефонна любов“ (Васил Найдьонов)                              | 5    |
| 7 | Орлін             | „Видимо доволни" /„Играя стилно“ (Кріско і Марія Ілієва)         | 4    |
| 8 | Полі              | „Lady Marmalade“ (Крістина Агілера, Пінк, Ліл Кім і Майя)        | 8    |

#### Тиждень 9 (9 травня)
| #  | Гонщик         | Пісні                                              | Очки |
| -- | -------------- | -------------------------------------------------- | ---- |
| 1  | Прея           | „Desperado“ (Антоніо Бандерас)                     | 4    |
| 2* | Полі           | „Позволи ми да знам“ (Прея)                        | 5    |
| 3  | Орлін          | „Livin' la vida loca“ (Рікі Мартін)                | 7    |
| 4  | Преслава       | „Sweet child o ' mine“ (Ексл Роуз з Guns N' Roses) | 9    |
| 5  | Джулія         | „Let me entertain you“ (Роббі Вільямс)             | 3    |
| 6  | Жоро і Свєтльо | „Кукла“ (Донні з "Атлас")                          | 6    |
| 7  | Калін          | „Georgia on my mind“ (Рей Чарльз)                  | 10   |
| 8  | Геро           | „И ти не можеш да ме спреш“ (Дівна, Міро і Кріско) | 8    |

#### Тиждень 10 (16 травня)
| # | Учасник        | Пісня                                           | Бали |
| - | -------------- | ----------------------------------------------- | ---- |
| 1 | Калін          | „Kalashnikov“ (Горан Брегович)                  | 8    |
| 2 | Джулія         | „Облаче ле бяло“ (Сільвія Вартан)               | 5    |
| 3 | Жоро і Свєтльо | „Highway to hell“ (AC/DC)                       | 7    |
| 4 | Геро           | „Oh happy day“ (Вупі Голдберг)                  | 6    |
| 5 | Преслава       | „Обещай ми любов“ (Сільвія Кацарова)            | 4    |
| 6 | Прея           | „Don't cha“ (Ніколь Шерзінгер з Pussycat Dolls) | 3    |
| 7 | Орлін          | „Feeling good“ (Майкл Бубле)                    | 9    |
| 8 | Полі           | „Оставаме“ (Маргарита Хранова)                  | 10   |

#### Тиждень 11 (23 травня)
| # | Гонщик         | Пісні                                             | Очки |
| - | -------------- | ------------------------------------------------- | ---- |
| 1 | Прея           | „Think“ (Арета Франклін)                          | 3    |
| 2 | Геро           | „Living next door to Alice“ (Кріс Норман з Смокі) | 6    |
| 3 | Джулія         | „Rehab“ (Емі Вайнгаус)                            | 4    |
| 4 | Орлін          | „Рондо на Мефистофеле“ (Микола Гяуров)            | 10   |
| 5 | Полі           | „When you believe“ (Мерая Кері та Вітні Г'юстон)  | 8    |
| 6 | Жоро і Свєтльо | „O sole mio“ (Лучано Паваротті і Браян Адамс)     | 7    |
| 7 | Калін          | „Freak on a leash“ (Korn)                         | 5    |
| 8 | Преслава       | „Излел е Дельо хайдутин“ (Валя Балканська)        | 9    |

#### Тиждень 12 (30 травня)
| #   | Учасник                   | Пісня                                    |
| --- | ------------------------- | ---------------------------------------- |
| 1/2 | Джулія-Прея               | 100 кила і Лора Караджова („Цяла нощ“)   |
| 3   | Геро                      | Юрій Нікулін („Песня про зайцев“)        |
| 4   | Орлін                     | Еміль Димитров („Ако си дал“)            |
| 5/6 | Преслава - Жоро і Свєтльо | Army of Lovers („Sexual revolution“)     |
| 7   | Полі                      | Адель („Hello“)                          |
| 8   | Калін                     | Васіл Михайлов („Петко льо, капитанине“) |

| Учасник        | Отримана кількість балів |
| -------------- | ------------------------ |
| Геро           | 84                       |
| Джулія         | 52                       |
| Жоро і Свєтльо | 63                       |
| Калін          | 88                       |
| Орлін          | 76                       |
| Полі           | 87                       |
| Преслава       | 70                       |
| Прея           | 52                       |

- На ефірі 09.05.16 року Полі Генова відсутня через те що представляє Болгарію на Євробаченні 2016 в Стокгольмі.

## П'ятий сезон
- Башар Рахал (актор)
- Ваня Джаферович (колишній футболіст)
- Десі Слава (поп-фолк співачка)
- Коцето Калкі (музикант)
- Люсі Дяковска (поп-співачка)
- Міро (поп-співак)
- Міхаела Марінова (поп-співачка, учасник X-Factor Третій сезон) (переможець)
- Софія Джамджиєва (акторка)

#### Тиждень 1 (27 лютого)
| # | Учасник    | Пісня                                     | Бали |
| - | ---------- | ----------------------------------------- | ---- |
| 1 | Десі Слава | „The final countdown“ (Europe)            | 5    |
| 2 | Коцето     | „Aisha“/„c'est la vie“ (Чеб Халед)        | 4    |
| 3 | Софія      | „All that jazz“ (Кетрін Зета-Джонс)       | 7    |
| 4 | Ваня       | „Бягство“ (Закі з Авеню)                  | 9    |
| 5 | Люсі       | „Bad“ (Майкл Джексон)                     | 8    |
| 6 | Башар      | „I can't dance“ (Філ Коллінз з Genesis)   | 3    |
| 7 | Міхаела    | „Жена на всички времена“ (Петя Буюклієва) | 10   |
| 8 | Міро       | „I'm still standing“ (Елтон Джон)         | 6    |

#### Тиждень 2 (6 березня)
| # | Гонщик     | Пісні                                           | Очки |
| - | ---------- | ----------------------------------------------- | ---- |
| 1 | Міхаела    | „Hips don't lie“ (Шакіра і Уайклеф Жан)         | 8    |
| 2 | Ваня       | „Can't stop“ (Red Hot Chili Peppers)            | 3    |
| 3 | Софія      | „Gangsta's paradise“ (Coolio)                   | 4    |
| 4 | Люсі       | „If love was a crime“ (Полі Генова)             | 9    |
| 5 | Башар      | „Tutti frutti“ (Літл Річард)                    | 7    |
| 6 | Міро       | „Is this love“ (Фікі)                           | 6    |
| 7 | Коцето     | „Stumblin' In“ (Кріс Норман і Сюзі Кватро)      | 5    |
| 8 | Десі Слава | „Искам тази нощ нещо да ти кажа“ (Ваня Костова) | 10   |

#### Тиждень 3 (13 березня)
| # | Учасник    | Пісня                                            | Бали |
| - | ---------- | ------------------------------------------------ | ---- |
| 1 | Міро       | „Oops!...I did it again“ (Брітні Спірс)          | 6    |
| 2 | Люсі       | „Camino“ (Лілі Іванова)                          | 10   |
| 3 | Софія      | „Can't get you out of my head“ (Кайлі Міноуг)    | 3    |
| 4 | Десі Слава | „Te amo“ (Ріанна)                                | 4    |
| 5 | Коцето     | „Itsi bitsi petit bikini“ (Даліда)               | 7    |
| 6 | Міхаела    | „Love me tender“/„Jailhouse rock“ (Елвіс Преслі) | 9    |
| 7 | Ваня       | „Ніщо“ (Марія Ілієва)                            | 5    |
| 8 | Башар      | „Justify my love“ (Мадонна)                      | 8    |

#### Тиждень 4 (20 березня)
| # | Учасник    | Пісня                                       | Бали |
| - | ---------- | ------------------------------------------- | ---- |
| 1 | Софія      | „Don't stop believin'“ (Journey)            | 5    |
| 2 | Коцето     | „Volare“ (Gypsy Kings)                      | 3    |
| 3 | Міхаела    | „Grenade“ (Бруно Марс)                      | 4    |
| 4 | Люсі       | „November rain“ (Ексл Роуз з Guns N' Roses) | 10   |
| 5 | Башар      | „You are so beautiful“ (Джо Кокер)          | 8    |
| 6 | Десі Слава | „Believe“ (Шер)                             | 6    |
| 7 | Міро       | „Болката отляво“ (Васил Найдьонов)          | 9    |
| 8 | Ваня       | „I want it that way“ (Backstreet Boys)      | 7    |

#### Тиждень 5 (27 березня)
| # | Учасник    | Пісня                                            | Бали |
| - | ---------- | ------------------------------------------------ | ---- |
| 1 | Башар      | „Няма бира“ (Васко Крапката з Подуене блюз бенд) | 3    |
| 2 | Люсі       | „Wild dances“ (Руслана)                          | 8    |
| 3 | Ваня       | „Две следи“ (Кирил Маричков з Штурците)          | 5    |
| 4 | Коцето     | „Sweat (A la la la la long)“ (Инър Съркъл)       | 7    |
| 5 | Софія      | „I kissed a girl“ (Кеті Перрі)                   | 4    |
| 6 | Міро       | „Poison“ (Еліс Купер)                            | 9    |
| 7 | Міхаела    | „Set fire to the rain“ (Адель)                   | 10   |
| 8 | Десі Слава | „Гълъбо“ (Міро)                                  | 6    |

#### Тиждень 6 (3 квітня)
| # | Гонщик     | Пісні                                               | Очки |
| - | ---------- | --------------------------------------------------- | ---- |
| 1 | Софія      | „Don't be so shy“ (Имани)                           | 9    |
| 2 | Коцето     | „Non più andrai“ (Нікола Гюзелев)                   | 8    |
| 3 | Люсі       | „Read all about it“ (Емелі Санде)                   | 5    |
| 4 | Ваня       | „Daylight in your eyes“ (Люсі Дяковска з No Angels) | 4    |
| 5 | Дезі Слава | „Loca“ (Шакіра)                                     | 6    |
| 6 | Міро       | „Боса по асфалта“ (Росиця Кирилова)                 | 10   |
| 7 | Башар      | „Вярвам в теб“ (Стоян Михальов з Кіора)             | 3    |
| 8 | Міхаела    | „Can't stop the feeling!“ (Джастін Тімберлейк)      | 7    |

#### Тиждень 7 (10 квітня)
| # | Гонщик     | Пісні                                            | Очки |
| - | ---------- | ------------------------------------------------ | ---- |
| 1 | Міро       | „Марія“ (Рікі Мартін)                            | 3    |
| 2 | Ваня       | „Let's twist again“ (Чиби Чекир)                 | 10   |
| 3 | Десі Слава | „Нямам нужда от много приятели“ (Георгі Христов) | 8    |
| 4 | Міхаела    | „Break free“ (Аріана Гранде)                     | 9    |
| 5 | Софія      | „Caje sukarije“ (Есма Реджепова)                 | 7    |
| 6 | Башар      | „Ain't your mama“ (Дженніфер Лопес)              | 5    |
| 7 | Люсі       | „Жалба за младост“ (Тодор Колєв)                 | 6    |
| 8 | Коцето     | „К'во, не чу“ (Дара)                             | 4    |

#### Тиждень 8 (17 квітня)
| # | Учасник    | Пісня                                        | Бали |
| - | ---------- | -------------------------------------------- | ---- |
| 1 | Ваня       | „The bad touch“ (Bloodhound Gang)            | 4    |
| 2 | Софія      | „Тежък характер“ (Йорданка Христова)         | 9    |
| 3 | Коцето     | „All of me“ (John Ledgend)                   | 3    |
| 4 | Люсі       | „Nessun dorma“ (Лучано Паваротті)            | 10   |
| 5 | Башар      | „Personal jesus“ (Depeche Mode)              | 5    |
| 6 | Міхаела    | „Send me an angel“ (Scorpions)               | 6    |
| 7 | Міро       | „Къде си батко“ (Мілко Калайджиєв)           | 8    |
| 8 | Десі Слава | „No me ames“ (Дженніфер Лопес і Марк Ентоні) | 7    |

#### Тиждень 9 (24 квітня)
| # | Гонщик     | Пісні                                     | Очки |
| - | ---------- | ----------------------------------------- | ---- |
| 1 | Люсі       | „Hey mama“ (Нікі Мінаж)                   | 6    |
| 2 | Десі Слава | „I dreamed a dream“ (Сюзан Бойл)          | 10   |
| 3 | Коцето     | „За тебе хората говорят“ (Тоні Димитрова) | 3    |
| 4 | Башар      | „Human“ (RagNBoogie Man)                  | 5    |
| 5 | Міро       | „Diva“ (Дана Інтернешнл)                  | 4    |
| 6 | Міхаела    | „Bonbon“ (Ера Істрефі)                    | 7    |
| 7 | Ваня       | „Djurdjevdan“ (Bijelo Dugme)              | 9    |
| 8 | Софія      | „Лудо младо“ (Десі Добрева)               | 8    |

#### Тиждень 10 (8 травня)
| # | Учасник    | Пісня                                          | Бали |
| - | ---------- | ---------------------------------------------- | ---- |
| 1 | Коцето     | „Солнечный круг“ (Йосип Кобзон)                | 4    |
| 2 | Башар      | „Дано“ (Богдана Карадочева)                    | 3    |
| 3 | Міхаела    | „Необясними неща“ (Нелі Рангелова)             | 6    |
| 4 | Ваня       | „Hello bitches“ (CL)                           | 8    |
| 5 | Софія      | „Break on through“ (Джим Моррісон з Doors)     | 5    |
| 6 | Люсі       | „Born this way“ (Lady Gaga)                    | 9    |
| 7 | Десі Слава | „Libiamo ne'lieti calici“ (Райна Кабаіванська) | 10   |
| 8 | Міро       | „Лятна жълтя рокля“ (Веселін Маринов)          | 7    |

#### Тиждень 11 (15 травня)
| # | Учасник    | Пісня                                       | Бали |
| - | ---------- | ------------------------------------------- | ---- |
| 1 | Софія      | „(You drive me) Crazy“ (Брітні Спірс)       | 3    |
| 2 | Десі Слава | „Proud Mary“ (Тіна Тернер)                  | 6    |
| 3 | Коцето     | „It's a heartache“ (Бонні Тайлер)           | 4    |
| 4 | Ваня       | „Сбогом“ (Сигнал)                           | 8    |
| 5 | Башар      | „Ice Ice baby“ (Vanilla Ice)                | 9    |
| 6 | Люсі       | „Под открито небе“ (Вензи і Печенката)      | 5    |
| 7 | Міро       | „Shape of you“ (Ed Sheeran)                 | 7    |
| 8 | Міхаела    | „Бурята в сърцето“ (Софі Марінова і Устата) | 10   |

#### Тиждень 12 (22 травня)
| # | Учасник    | Пісня                                                        | Бали |
| - | ---------- | ------------------------------------------------------------ | ---- |
| 1 | Башар      | „Брехня мене“ (Руши Відінлієв і Карла Рахал)                 | 4    |
| 2 | Коцето     | „It's my life“ (Bon Jovi)                                    | 3    |
| 3 | Люсі       | „And I am telling you i'm not going“ (Дженніфер Хадсон)      | 5    |
| 4 | Софія      | „I'd do anything for love (But I won't do that)“ (Meat Loaf) | 7    |
| 5 | Міхаела    | „One moment in time“ (Вїтні Г'юстон)                         | 6    |
| 6 | Десі Слава | „Horchat hai caliptus“ (Іштар)                               | 10   |
| 7 | Міро       | „Йовано, Йованке“ (Славі Трифонов з Ку-Ку бенд)              | 8    |
| 8 | Ваня       | „Лош или добър“ (Кріско)                                     | 9    |

#### Тиждень 13 (29 травня)
| # | Гонщик             | Пісні                                                                       |
| - | ------------------ | --------------------------------------------------------------------------- |
| 1 | Коцето - Християна | Ендрю Ллойд Веббер („The phantom of the Opera“)                             |
| 2 | Десі Слава         | Стефка Саботинова („Притури се планината“)                                  |
| 3 | Люсі               | Маргарита Хранова („Устрем“)                                                |
| 4 | Софія-Ненчо        | Шер і Ерос Рамаццотті („Più che puoi“)                                      |
| 5 | Міро               | Контрол („Най-щастливия ден“)                                               |
| 6 | Башар - Міліца     | Jay-z і Alicia keys („Empire state of mind“)                                |
| 7 | Міхаела            | Селін Діон („My heart will go on“)                                          |
| 8 | Ваня-Гимов         | Кріштіану Роналду та Ліонель Мессі („Olé, olé, olé (The name of the game)“) |

| Учасник    | Отримана кількість балів |
| ---------- | ------------------------ |
| Башар      | 63                       |
| Ваня       | 81                       |
| Десі Слава | 88                       |
| Коцето     | 55                       |
| Люсі       | 91                       |
| Міро       | 83                       |
| Міхаела    | 92                       |
| Софія      | 71                       |

## Шостий сезон
- Борислав Захарієв (актор)
- Гері-Нікол (R&B і поп-співачка)
- Златка Райкова (модель, Міс Playmate 2007)
- Іван Юруков (актор)
- Константин (поп-фолк співачка)
- Маргарита Хранова (естрадна співачка)
- Славін Славчев (поп-рок-співак, переможець Х-Фактор Третій сезон)
- Софі Марінова (поп-фолк співачка)

#### Тиждень 1 (26 лютого)
| # | Гонщик     | Пісні                                         | Очки |
| - | ---------- | --------------------------------------------- | ---- |
| 1 | Боббі      | „Despacito“ (Луїс Фонсі і Daddy Yankee)       | 4    |
| 2 | Златка     | „Опасно близки“ (Міхаела Філєва і Вензи)      | 6    |
| 3 | Славін     | „Искам те“ (Лілі Іванова)                     | 5    |
| 4 | Маргі      | „She works hard for the money“ (Донна Саммер) | 3    |
| 5 | Іван       | „Don't worry, be happy“ (Боббі Макферрін)     | 8    |
| 6 | Гері-Нікол | „Bad romance“ (Lady Gaga)                     | 7    |
| 7 | Константин | „Спасение“ (Наско з Б.Т.Р.)                   | 10   |
| 8 | Софі       | „My heart will go on“ (Селін Діон)            | 9    |

#### Тиждень 2 (5 березня)
| # | Учасник    | Пісня                                               | Бали |
| - | ---------- | --------------------------------------------------- | ---- |
| 1 | Коцето     | „Міллион алых роз“ (Алла Пугачова)                  | 9    |
| 2 | Гері-Нікол | „Proud Mary“ (Тіна Тернер)                          | 7    |
| 3 | Іван       | „Last Christmas“ (Джордж Майкл)                     | 3    |
| 4 | Славін     | „Black or white“ (Майкл Джексона)                   | 8    |
| 5 | Маргі      | „Малкият принц“ (Донні)                             | 4    |
| 6 | Боббі      | „New rules“ (Дуа Ліпа)                              | 5    |
| 7 | Софі       | „Wind of change“ (Scorpions)                        | 6    |
| 8 | Златка     | „Здравей, как си, приятелю“ (Ваня Костова з Тоніка) | 10   |

#### Тиждень 3 (12 березня)
| # | Гонщик     | Пісні                                                      | Очки |
| - | ---------- | ---------------------------------------------------------- | ---- |
| 1 | Маргі      | „Вълкът и седемте козлета“ (Мімі Іванова і Развигор Попов) | 5    |
| 2 | Боббі      | „Enter sandman“ (Metallica)                                | 3    |
| 3 | Златка     | „Mambo № 5“ (Лу Бега)                                      | 4    |
| 4 | Софі       | „Baby“ (Джастін Бібер)                                     | 6    |
| 5 | Славін     | „Somebody to love“ (Фредді Мерк'юрі з Queen)               | 10   |
| 6 | Іван       | „Back to black“ (Емі Вайнгаус)                             | 8    |
| 7 | Гері-Нікол | „Who's lovin' you“ (Michael Jackson з Jackson Five)        | 9    |
| 8 | Коцето     | „Кекс“ (Папі Ганс)                                         | 7    |

#### Тиждень 4 (19 березня)
| 1 | „“ () |
| 2 | „“ () |
| 3 | „“ () |
| 4 | „“ () |
| 5 | „“ () |
| 6 | „“ () |
| 7 | „“ () |
| 8 | „“ () |

## Спеціальні гості
Після виступу учасників під час концерту виступає і спеціальний гість (відома особа), яка співає в ролі виконавця. Завдання глядачів — вгадати, хто є в образі виконавця. Ім'я знаменитої особистості залишається таємницею до кінця виступу. З третього сезону спеціальний гість представляє себе на початку шоу, і на один вечір стає четвертим членом журі. В четвертому сезоні шоу спеціальний гість знову приєднується до учасників до момента оголешення  оцінок журі.